# Bodyguard (TV-serie, 2018)
Bodyguard är en brittisk TV-serie från 2018, skapad av Jed Mercurio. Serien hade premiär den 26 augusti 2018 på BBC och följdes upp av ytterligare 5 avsnitt. Huvudrollen spelas av Richard Madden.
Serien kretsar kring den fiktive karaktären David Budd, en polisinspektör och krigsveteran som efter att ha avvärjt ett terrorattentat på ett pendeltåg på väg till London blir livvakt till inrikesministern Julia Montague.

## Rollista i urval
- Richard Madden – David Budd
- Keeley Hawes – Julia Montague
- Gina McKee – Anne Sampson
- Sophie Rundle – Vicky Budd
- Paul Ready – Rob McDonald
- Vincent Franklin – Mike Travis